# Es por tu amor
Es por tu amor es el título de una canción interpretada por el grupo de pop español Modestia Aparte, e incluida en el álbum Cosas de la edad publicado en 1990.

## Descripción
Se trata de uno de los mayores éxitos en la discografía del grupo, considerado un auténtico himno del pop español. El tema alude al amor apasionado de un joven adolescente, que al pasar a la edad adulta, transita hacia la falta de compromiso y el anhelo de seducir a cuantas mujeres sea posible. Canción muy popular en España a principios de los años 1990 (el álbum que la contenía llegó a vender 50.000 copias)
El tema alcanzó el número uno de la lista de Los 40 Principales, la semana del 1 de septiembre de 1990.

## Versiones
En 2005 la banda grabó de nuevo la canción para el disco recopilatorio Modestia Aparte y amigos, en esta ocasión con el grupo Iguana Tango. En 2018 hicieron lo propio con Lagarto Amarillo para Modestia Aparte – 30 Años (Son Cosas De La Edad).